# Hamilton County (Florida)
Hamilton je okres (county) amerického státu Florida založený v roce 1827. Správním střediskem je město Jasper. Leží na severu Floridy u hranic se státem Georgie.
Je jedním z 10 okresů tohoto jména v USA.

## Sousední okresy
- Sever – Echols County (Georgie)
- Východ – Columbia County
- Jih – Suwannee County
- Západ – Madison County
- Severozápad – Lowndes County (Georgie)